# Platyura intincta
Platyura intincta är en tvåvingeart som först beskrevs av Johann Wilhelm Meigen 1818.  Platyura intincta ingår i släktet Platyura och familjen platthornsmyggor.
Artens utbredningsområde är Portugal. Inga underarter finns listade i Catalogue of Life.